# Dwusłupek
Dwusłupek (Distylium Siebold & Zucc.) – rodzaj roślin należący do rodziny oczarowatych (Hamamelidaceae). Obejmuje 15 gatunków. Występują one naturalnie w Japonii, Korei, Chinach oraz w Azji Południowo-Wschodniej po indonezyjską wyspę Flores.
Niektóre gatunki, a zwłaszcza dwusłupek groniasty D. racemosum, uprawiane są jako rośliny ozdobne, cenione dla zimozielonych liści i możliwości uprawy w cienistych miejscach. Drewno tych roślin jest cenionym surowcem do wyrobu mebli i do wykorzystania artystycznego. W polskich warunkach są to rośliny zimnych szklarni, rzadko spotykane w kolekcjach.

## Morfologia
PokrójKrzewy i drzewa osiągające 25 m wysokości. Pędy pokryte są gwiazdkowatymi włoskami.
LiścieZimozielone, skrętoległe. Blaszka eliptyczna do jajowatej.
KwiatyJednopłciowe, zebrane we wznoszące się kłosy osiągające do kilku cm długości i wyrastające w kątach liści. Kwiaty pozbawione są korony. Kielich składa się z 5 działek. W kwiatach męskich znajduje się 5 pręcików z okazałymi, czerwonymi pylnikami. W kwiatach żeńskich znajduje się dwukomorowa zalążnia z dwiema szyjkami i 5 prątniczków.
OwoceDrewniejące torebki z dwoma rożkami na szczycie.

## Systematyka
Pozycja systematyczna
Rodzaj ten należy do podrodziny Hamamelidoideae w obrębie rodziny oczarowatych (Hamamelidaceae). Włączano tu dawniej rośliny z Ameryki Środkowej różniące się od reszty obecnością płatków korony, współcześnie wyodrębniane w rodzaj Molinadendron.
Wykaz gatunków
- Distylium annamicum (Gagnep.) Airy Shaw
- Distylium buxifolium (Hance) Merr.
- Distylium chinense (Franch. ex Hemsl.) Diels
- Distylium chungii (Metcalfe) W.C.Cheng
- Distylium dunnianum H.Lév.
- Distylium elaeagnoides H.T.Chang
- Distylium gracile Nakai
- Distylium indicum Benth. ex C.B.Clarke
- Distylium lepidotum Nakai
- Distylium macrophyllum H.T.Chang
- Distylium myricoides Hemsl.
- Distylium pingpienense (Hu) E.Walker
- Distylium racemosum Siebold & Zucc. – dwusłupek groniasty
- Distylium stellare Kuntze
- Distylium tsiangii Chun ex Walker